# 大山忠作
大山 忠作（おおやま ちゅうさく、1922年5月5日 - 2009年2月19日）は、日本画家。日展会長。福島県二本松市出身。妻和子。
長男は日本テレビフットボールクラブ（東京ヴェルディ）役員の大山昌作、娘は女優の一色采子。

## 経歴
1943年、学徒出陣の為、東京美術学校（現在の東京芸術大学美術学部）を繰り上げ卒業。埼玉県で特別操縦見習士官3期となり、台湾の航空隊で終戦を迎えた。
1946年、復員し、その年の第2回日展『O先生』が初入選。翌年、高山辰雄らの日本画研究団体「一采社」に参加。山口蓬春に師事した。人物画、宗教的作品、花鳥、風景など高範な題材を得意とする。1961年、日展会員となり、事務局長、理事長などを歴任。1973年、日本芸術院賞受賞。1986年、日本芸術院会員。1996年、勲三等瑞宝章受章。1999年、文化功労者。2006年、文化勲章受章。2009年2月19日、敗血症による多臓器不全のため死去。86歳。

## 代表作
- 『五百羅漢』
- 『池畔に立つ』